# Simone Edera
Simone Edera (Torino, 9 gennaio 1997) è un calciatore italiano, ala o attaccante della Reggina.

## Caratteristiche tecniche
Attaccante mancino, è dotato di buona tecnica individuale e possiede una buona capacità di corsa. Gioca prevalentemente come ala destra, per poter così convergere e andare al tiro col suo piede preferito, ma può agire anche da prima punta.

## Carriera

### Club

#### Gli inizi, Torino
Notato dal Torino mentre giocava sui campi dell'oratorio Valdocco, Edera si forma calcisticamente proprio nelle giovanili granata, giocando in tutte le categorie sino ad approdare alla Primavera. Nella stagione 2014-2015, contribuisce a condurre il Toro alla finale del campionato Primavera e alla conquista dello Scudetto di categoria, calciando il rigore decisivo nella vittoria finale ai calci di rigore contro la Lazio. Nella stessa annata, vince anche la Supercoppa Primavera, sempre contro i biancocelesti.
Il 20 aprile 2016, Edera fa il suo esordio in Serie A, entrando al posto di Alessandro Gazzi nei minuti finali della partita in trasferta contro la Roma, persa per 3-2.

#### Prestiti a Venezia e Parma
Il 12 agosto 2016, Edera passa in prestito annuale al Venezia, club appena neo-promosso in Lega Pro. Con i lagunari, trova però pochissimo spazio e così, nel gennaio 2017, fa ritorno al Torino. Il 14 gennaio seguente, passa per sei mesi in prestito secco al Parma, nella stessa categoria. Pur collezionando solo due presenze in campionato, gioca sei partite durante i play-off, segnando anche il suo primo gol da professionista nei quarti di finale contro la Lucchese, in una partita molto combattuta che alla fine sancisce il passaggio del turno proprio per i crociati. In questo modo, l'attaccante partecipa attivamente al ritorno della società emiliana in Serie B, la loro seconda promozione consecutiva in seguito al fallimento del 2015.

#### Ritorno al Torino e prestito al Bologna
Tornato al Torino, l'allenatore Siniša Mihajlović decide di confermarlo in prima squadra, alla luce delle buone prestazioni rese nel corso del ritiro pre-campionato. Durante la stagione, Edera viene impiegato con regolarità, pur se da riserva, e segna la sua prima rete in Serie A l'11 dicembre 2017, all'Olimpico di Roma, realizzando il definitivo 3-1 con cui i granata si impongono sulla Lazio.
Il 20 dicembre 2017, segna la rete del 2-0 negli ottavi di finale di Coppa Italia contro la Roma, contribuendo al passaggio del turno per i granata. Il 25 giugno 2018, rinnova il suo contratto con la società sino al 2023. Tuttavia, nella prima parte della stagione 2018-2019, Edera disputa solo quattro incontri ufficiali con la maglia granata (pur segnando una rete in Coppa Italia).
Quindi, il 31 gennaio 2019, Edera passa in prestito (insieme al compagno Lyanco) al Bologna, dove ritrova mister Mihajlović, che lo aveva lanciato al Torino. Il debutto con i felsinei avviene il 10 febbraio seguente, nella partita casalinga col Genoa (1-1), in cui viene schierato titolare.

#### Ritorno al Torino e prestito alla Reggina
Torna dal prestito al Bologna, Edera viene riconfermato nella rosa dei granata, e il 29 febbraio 2020 segna il suo secondo gol in Serie A ed il suo terzo in carriera, segnando al 90º minuto una rete di testa sul palo lontano nella partita contro il Napoli, comunque persa per 2-1 dalla sua squadra.
Il 30 gennaio 2021, Edera viene ceduto in prestito alla Reggina fino alla fine della stagione. Fa dunque il suo esordio con i calabresi due giorni dopo, giocando da titolare la sfida in casa contro la Salernitana, conclusasi sullo 0-0. L'11 aprile seguente, l'attaccante segna il suo primo gol con gli amaranto, realizzando la seconda rete della partita vinta in casa contro il L.R. Vicenza (3-0). Il 7 maggio seguente, Edera apre le marcature della gara in trasferta contro il Lecce, poi terminata sul 2-2: tuttavia, pochi minuti dopo il gol, rimane vittima di uno scontro di gioco in cui si provoca la rottura del legamento crociato anteriore, del collaterale mediale e del tendine rotuleo del ginocchio destro. Un infortunio, quest'ultimo, che gli impone uno stop per tutto il resto del 2021.
Rincasato nuovamente a Torino, Edera è costretto a saltare l'intera prima parte della stagione 2021-2022, al fine di recuperare dai postumi del grave infortunio subito: tuttavia, nel febbraio del 2022 l'attaccante ritorna ad allenarsi con i compagni, e a partire dall'aprile seguente torna a disputare incontri ufficiali, anche se con la Primavera granata.
Nel luglio 2022, viene convocato da Ivan Jurić per il ritiro estivo a Bad Leonfelden, in Austria.

#### Pordenone
Il 31 gennaio 2023, Edera viene ceduto a titolo definitivo al Pordenone, in Serie C, con cui firma un contratto valido fino al termine della stagione. Fa quindi il suo esordio con i ramarri, nonché il suo definitivo rientro in campo, il giorno seguente, subentrando a Roberto Zammarini nei minuti finali dell'incontro di campionato contro il Renate, pareggiato per 1-1. Alla fine dell'annata, rimane svincolato in seguito alla mancata iscrizione del club friulano al campionato successivo.

#### SPAL e Chieri
Dopo due periodi di prova con Vis Pesaro e SPAL, Edera viene ufficialmente tesserato da quest'ultimo club il 21 dicembre 2023, firmando un contratto valido fino al termine della stagione. Con gli estensi rimane fino al 30 giugno 2024, quando rimane svincolato.
Il 21 febbraio 2025 firma un accordo fino al termine della stagione con il Chieri, con cui dopo aver perso i play-out di Serie D contro la Cairese, si separa al termine della stagione.

#### Ritorno alla Reggina
Il 15 luglio 2025 viene annunciato il suo ritorno alla Reggina, con cui ha siglato un accordo annuale con opzione per un'ulteriore stagione.

### Nazionale
Dopo aver giocato con le nazionali Under-18 e Under-19 italiane, Edera ha esordito con l'Under-20 il 5 settembre 2017, in una partita valida per il Torneo Quattro Nazioni e vinta dall'Italia 6-1 contro i pari età della Polonia.
Il 15 marzo 2018, invece, è stato convocato per la prima volta in nazionale Under-21 dal CT Alberico Evani, in vista delle amichevoli contro i pari età della Norvegia e della Serbia. Ha quindi esordito con gli Azzurrini nella prima delle due partite, il 22 marzo successivo.

## Statistiche

### Presenze e reti nei club
Statistiche aggiornate al 15 luglio 2025.
| Stagione        | Squadra         | Campionato      | Campionato | Campionato | Coppe nazionali | Coppe nazionali | Coppe nazionali | Coppe continentali | Coppe continentali | Coppe continentali | Altre coppe | Altre coppe | Altre coppe | Totale | Totale |
| Stagione        | Squadra         | Comp            | Pres       | Reti       | Comp            | Pres            | Reti            | Comp               | Pres               | Reti               | Comp        | Pres        | Reti        | Pres   | Reti   |
| --------------- | --------------- | --------------- | ---------- | ---------- | --------------- | --------------- | --------------- | ------------------ | ------------------ | ------------------ | ----------- | ----------- | ----------- | ------ | ------ |
| 2015-2016       | Torino          | A               | 2          | 0          | CI              | 0               | 0               | -                  | -                  | -                  | -           | -           | -           | 2      | 0      |
| 2016-gen. 2017  | Venezia         | LP              | 6          | 0          | CI-LP           | 2               | 0               | -                  | -                  | -                  | -           | -           | -           | 8      | 0      |
| gen.-giu. 2017  | Parma           | LP              | 2+6        | 0+1        | CI-LP           | -               | -               | -                  | -                  | -                  | -           | -           | -           | 8      | 1      |
| 2017-2018       | Torino          | A               | 14         | 1          | CI              | 3               | 1               | -                  | -                  | -                  | -           | -           | -           | 17     | 2      |
| 2018-gen. 2019  | Torino          | A               | 3          | 0          | CI              | 1               | 1               | -                  | -                  | -                  | -           | -           | -           | 4      | 1      |
| gen.-giu. 2019  | Bologna         | A               | 4          | 0          | CI              | 0               | 0               | -                  | -                  | -                  | -           | -           | -           | 4      | 0      |
| 2019-2020       | Torino          | A               | 13         | 1          | CI              | 0               | 0               | UEL                | 0                  | 0                  | -           | -           | -           | 13     | 1      |
| 2020-gen. 2021  | Torino          | A               | 2          | 0          | CI              | 2               | 0               |                    | -                  | -                  | -           | -           | -           | 4      | 0      |
| gen.-giu. 2021  | Reggina         | B               | 16         | 2          | CI              | 0               | 0               | -                  | -                  | -                  | -           | -           | -           | 16     | 2      |
| 2021-2022       | Torino          | A               | 0          | 0          | CI              | 0               | 0               | -                  | -                  | -                  | -           | -           | -           | 0      | 0      |
| 2022-gen. 2023  | Torino          | A               | 0          | 0          | CI              | 0               | 0               | -                  | -                  | -                  | -           | -           | -           | 0      | 0      |
| Totale Torino   | Totale Torino   | Totale Torino   | 34         | 2          |                 | 6               | 2               |                    | -                  | -                  |             | -           | -           | 40     | 4      |
| gen.-giu. 2023  | Pordenone       | C               | 10         | 1          | CI-C            | -               | -               | -                  | -                  | -                  | -           | -           | -           | 10     | 1      |
| dic. 2023-2024  | SPAL            | C               | 13         | 0          | CI-C            | 0               | 0               | -                  | -                  | -                  | -           | -           | -           | 13     | 0      |
| feb.-giu. 2025  | Chieri          | D               | 9+1        | 4+0        | CI-D            | -               | -               | -                  | -                  | -                  | -           | -           | -           | 10     | 4      |
| 2025-2026       | Reggina         | D               | -          | -          | CI-D            | -               | -               | -                  | -                  | -                  | -           | -           | -           | -      | -      |
| Totale Reggina  | Totale Reggina  | Totale Reggina  | 16         | 2          |                 | 0               | 0               |                    | -                  | -                  |             | -           | -           | 16     | 2      |
| Totale carriera | Totale carriera | Totale carriera | 101        | 10         |                 | 8               | 2               |                    | -                  | -                  |             | -           | -           | 109    | 12     |

### Cronologia presenze e reti in nazionale
| Cronologia completa delle presenze e delle reti in nazionale ― Italia under 21 | Cronologia completa delle presenze e delle reti in nazionale ― Italia under 21 | Cronologia completa delle presenze e delle reti in nazionale ― Italia under 21 | Cronologia completa delle presenze e delle reti in nazionale ― Italia under 21 | Cronologia completa delle presenze e delle reti in nazionale ― Italia under 21 | Cronologia completa delle presenze e delle reti in nazionale ― Italia under 21 | Cronologia completa delle presenze e delle reti in nazionale ― Italia under 21 | Cronologia completa delle presenze e delle reti in nazionale ― Italia under 21 |
| Data                                                                           | Città                                                                          | In casa                                                                        | Risultato                                                                      | Ospiti                                                                         | Competizione                                                                   | Reti                                                                           | Note                                                                           |
| ------------------------------------------------------------------------------ | ------------------------------------------------------------------------------ | ------------------------------------------------------------------------------ | ------------------------------------------------------------------------------ | ------------------------------------------------------------------------------ | ------------------------------------------------------------------------------ | ------------------------------------------------------------------------------ | ------------------------------------------------------------------------------ |
| 22-3-2018                                                                      | Perugia                                                                        | Italia under 21                                                                | 1 – 1                                                                          | Norvegia under 21                                                              | Amichevole                                                                     | -                                                                              | 56’                                                                            |
| 27-3-2018                                                                      | Novi Sad                                                                       | Serbia under 21                                                                | 0 – 1                                                                          | Italia under 21                                                                | Amichevole                                                                     | -                                                                              | 66’                                                                            |
| 11-10-2018                                                                     | Udine                                                                          | Italia under 21                                                                | 0 – 1                                                                          | Belgio under 21                                                                | Amichevole                                                                     | -                                                                              | 83’                                                                            |
| Totale                                                                         |                                                                                | Presenze                                                                       | 3                                                                              |                                                                                | Reti                                                                           | 0                                                                              |                                                                                |

## Palmarès

### Club

#### Competizioni giovanili
- Campionato Primavera: 1

Torino: 2014-2015
- Supercoppa Primavera: 1

Torino: 2015